# Emiratos Árabes Unidos en los Juegos Olímpicos de Londres 2012
Los Emiratos Árabes Unidos estuvieron representados en los Juegos Olímpicos de Londres 2012 por un total de 26 deportistas, 24 hombres y 2 mujeres, que compitieron en 6 deportes.
El portador de la bandera en la ceremonia de apertura fue el tirador Said Al-Maktum. El equipo olímpico emiratí no obtuvo ninguna medalla en estos Juegos.